# 海外
海外（かいがい）とは、北極・南極・外国など「海洋の外にある場所」。国の外を総じて「国外」（こくがい）と言うが、日本・オーストラリアなど海に囲まれている国は「『国外』を『海外』」と言うのが一般的。
相当する英単語にoversea(s)がある（形容詞にも名詞にも使われるが、名詞は原則複数形）。
「海内」は漢籍には有るが現代では遣われておらず対義語としては「国内」と言うのが一般的。

## 語彙
「海外」という語と概念は新しいものではない。
漢籍では、『詩経・商頌・長発』に用例「相土烈烈 海外有截」がある。これは中国の文献だが、すでに「外国」の意味で使われている。
日本の文献では、『続日本紀』の天平勝宝5年（753年）に用例がある。『続日本紀』は漢文だが、日本語の文献では『九冊本宝物集』(ca.1179) がある。
英語のoverseasは古英語（5世紀〜12世紀）にさかのぼる。

## 近代
現代では地球規模の地理が把握され、20世紀以降は飛行機（空路）による海外旅行が確立しているが、五大陸の把握も曖昧だった頃は外国へ渡る手段は陸路か海路しかなく、後者の場合は冒険や探検の意味合いが強かった。15世紀に始まった大航海時代を経て、帆船による航路が確立されると、大洋を隔てた海外への渡航は飛行船へと引き継がれた。上記の歴史的経緯から、ここで言う海とは多くの場合大洋を指し、海の外であっても歴史的観念上では近距離のものは含んでいなかった。
海外という概念は、未知の世界へ乗り出した帆船航路開拓時代までの名残りであり、海外への移動手段の主役が船舶から飛行機へ移った現代でも、多くの名残りがみられる。

## 各国にとっての海外

### アメリカ合衆国
アメリカ軍では、overseasを「Any area of the world other than the CONUS （合衆国本土以外の全世界）」と定義している。ここでの合衆国本土 (CONUS; Continental United States) とは、アラスカとハワイを除く48州1特別区である。つまり、グアムやプエルトリコなどの属領はもちろん、アラスカとハワイもoverseasである。ただし海外勤務章 (Overseas Service Ribbon) に関しては、アラスカとハワイは別の（overseasとは無関係な）規定によって特別扱いされ、アラスカやハワイでの勤務によりOSRが授与されることはない。
まれに、overseasをヨーロッパ・アジア・アフリカに限り、南北アメリカは含めないこともある。

### イギリス
単独島国ではないが、島国のイギリスでは、イギリスおよび、国境を接するアイルランド以外の国々を指す。

### オーストラリア
単独島（大陸）国のオーストラリアではオーストラリア国外のことを海外という。

### 韓国
本土がユーラシア大陸と陸続きの大韓民国では、ユーラシア大陸内にある他のアジア・ヨーロッパ諸国への訪問は本来であれば「海外」ではないが、北朝鮮との軍事境界線により事実上陸路で他国への移動ができず、他国を訪問する際には航空機や船舶を利用して海を超える必要があることから、「海外」（ヘウェ、해외）という表現が広く使われている。

### 中国大陸
「国外」と同義に使われる。ただし、香港・マカオ・台湾を含むかどうかは、場合によって異なる。

### 日本
「国外」と同義に使われる場合と、より狭く「欧米諸国」と同義に使われる場合とがある。
太平洋戦争戦前または戦中は、当時日本領だった朝鮮・台湾・南樺太は海外に含めなかったが、委任統治領にすぎなかった南洋諸島は海外だった。ただし、現代の文献で当時について言及する場合、それらはすべて海外とするのが普通である（この場合「国外」や「外国」に置き換えるのは難しい）。
現代では使われないが、「畿内以外」という意味もある。また、『日葡辞書』(1603・04) には「世界の果て」という説明もある。